# Flachauer Tal
Das Flachauer Tal, ortsüblich allgemein die Flachau,
ist das Quelltal der Enns in den Niederen Tauern im Land Salzburg. Es entspricht weitgehend dem Kernraum der Gemeinde Flachau und wird von der Tauernautobahn (A10) durchzogen.

## Lage und Landschaft
Der etwa 15 km lange Talboden liegt im Bundesland Salzburg im Ennspongau, dem von der Enns und ihren Nebenflüssen entwässerten Teil des Pongaus, und bildet den oberen Abschluss des Ennstals. Das Tal zweigt vom Altenmarkt-Radstädter Becken nach Süden in die Radstädter Tauern ab und grenzt im Süden an deren Hauptkamm, der gleichzeitig ein Abschnitt des Alpenhauptkammes ist. Das westliche Nachbartal des Flachautals ist das Kleinarltal, das östlichste der nordwärts zur Salzach entwässernden Täler des Pongau (und damit nicht mehr zum Ennspongau gehörig). Das östliche Nachbartal ist das Zauchental, das zu den Radstädter Tauern gehört und zur Enns entwässert. Südlich benachbart, jenseits des Alpenhauptkammes (mit dem Mosermandl als lokal höchstem Punkt: 2680 m ü. A.), ist das Riedingtal, das obere Zederhauser Tal.
Die Grenze des Flachautals zum Altenmarkt-Radstädter Becken verläuft weitgehend fließend auf Höhen um 860 m ü. A. Die untere Flachau kann bis zum Abzweig des Litzlingtals nach Wagrain prinzipiell noch dem Becken hinzugerechnet werden. Das Litzingtal ist der Ostteil einer Geländefurche, die das obere Ennstal über die Wagrainer Höhe (953 m ü. A.) nach Westen mit dem Salzachtal verbindet.
In der weiten unteren Flachau liegen taleinwärts die Orte Höch, Schachen, Ransburg und Reitdorf. Richtung Süden, im sich zunehmend verengenden Tal, folgen Feuersang, Hundsdörfl und Flachau Ort. Südlich von Flachau Ort schließt sich der Flachauwinkl an, ein besonders enger Talabschnitt mit einigen verstreuten Häusern. Beim Ennslehen, südlich des Flachauwinkels, teilt sich das Flachautal vor dem Benzegg (2076 m ü. A.) auf etwa 1020 m ü. A. in einen westlichen Ast, das eigentliche Quelltal der Enns, und einen östlichen Ast, das sogenannte Pleißlingtal mit dem Pleißlingbach. Diese südlichsten Teile des Flachautals sind unbewohnt und bereits relativ eng. Das Pleißlingtal reicht weiter nach Süden als das Quelltal der Enns und teilt sich auf etwa 1110 m ü. A. noch einmal in einen westlichen und einen östlichen Ast, der vom Marbach bzw. dem oberen Pleißlingbach entwässert wird. An der Tauernalm (1192 m ü. A.), am Ende des westlichen Astes, befindet sich der nördliche Eingang des Tauerntunnels.

## Geologie
Das Flachauer Tal liegt am Nordrand des Zentralostalpins nahe dem Nordwestrand des Tauernfensters. Die dort zutage tretenden Gesteine werden (vom tektonisch tiefsten zum tektonisch höchsten) dem Radstädter Deckensystem, dem Silvretta-Schladming-Seckau-Deckensystem sowie dem Koralpe-Wölz-Deckensystem zugerechnet.
Es handelt sich dabei, wie für das Zentralostalpin typisch, um prä-alpidisches Kristallin mit retrograder alpidischer Metamorphose („zentralalpines Basement“) sowie um permo-mesozoische Metasedimente mit prograder alpidischer Metamorphose („zentralalpines Deckgebirge“). Der Metamorphosegrad der Metasedimente ist im Westen der Radstädter Tauern generell sehr niedrig („sub-grünschieferfaziell“).
Das Kristallin (Koralpe-Wölz Decken) umfasst Phyllite, Quarzphyllite und Gneise, deren Ausgangsgesteine dem älteren Paläozoikum entstammen. Sie treten nur im Norden, nahe dem Eingang des Tales auf. Der überwiegende Teil der Talhänge wird von Marmoren und Dolomitmarmoren (Radstädter Decken), deren Ausgangsgesteine in der höheren Trias abgelagert wurden, sowie von Metakonglomeraten und anderen schwach metamorphen Siliziklastika („Alpiner Verrucano“ der Silvretta-Schladming-Seckau-Decken), deren Ausgangsgesteine im Perm und der frühen Trias abgelagert wurden, aufgebaut.
Am Übergang des Flachauer Tales zum Altenmarkt-Radstädter Becken verläuft die geologische Grenze zwischen den zentralen Ostalpen und der nördlich benachbarten westlichen Grauwackenzone bzw. deren geographischer Entsprechung, den Schieferalpen (hier die Fritztaler Berge der Salzburger Schieferalpen). Die Grenze ist in Form einer Hauptstörung ausgebildet, bei der es sich um einen Abschnitt der Salzach-Enns-Mariazell-Puchberg-Störung (SEMP) handelt, einer der bedeutendsten Störungen der Ostalpen. Sie gilt als strukturelle Ursache für die Salzach-Enns-Längstalfurche, zu der die annähernd Ost-West verlaufenden Abschnitte des Salzach- und oberen Ennstales gehören. An der SEMP sind die Deckeneinheiten der westlichen Grauwackenzone sowohl vertikal als auch horizontal gegen die Deckeneinheiten der zentralen Ostalpen sowie das Penninikum des Tauernfensters versetzt. Die Störung quert den nördlichen Teil des Flachauer Tales in etwa auf Höhe der Autobahnabfahrt Flachau (Exit 66). Der Feuersangberg, der den Taleingang östlich flankiert, besteht bereits aus Gesteinen der Grauwackenzone.
Der Wechsel in der Geologie äußert sich u. a. darin, dass die Fritztaler Berge eine geringere Höhe und sanftere Formen aufweisen als die Kalk- und Verrucanoberge südlich des Altenmarkt-Radstädter Beckens.

## Geschichte und Wirtschaft
Die Flachau ist schon um 1130/35 als “totam Flachowa et Hyrshalm” (‚ganze Flachau und Hirschalm‘) urkundlich,
und bis in die frühe Neuzeit ist ‚Flachau‘ nur als Flurname in Gebrauch – Name eines Orts im engen Sinne wird es erst mit der Errichtung des Vikariats Flachau der Pfarre Altenmarkt 1722, ab wo sich das Kirchdorf entwickelt.
Bis in das 20. Jahrhundert war das Tal weitgehend abgelegen, der Verkehr ging über die Wagrainer Höhe und im Zauchener Paralleltal über den Radstädter Tauern (Obertauern). Nur der Eisenbergbau  und die Eisenhütte Flachau waren bedeutend. Erst durch den Bau der Tauernautobahn und den Tauerntunnel 1975 wurde das Tal Teil einer der bedeutendsten Alpentransversalen.
Heute ist hier primär das Schigebiet Flachau, die Bergbahnen Flachau, heute snow space Flachau. Dieses bildete schon in den 1980ern mit den Nachbarorten die Dreitäler-Schischaukel Flachau–Wagrain–Sankt Johann, aus der dann die Salzburger Sportwelt und die Ski amadé, einer der größten Schiverbünde der Alpen, entstand. Flachauwinkl ist mit Zauchensee im Skiparadies Zauchensee–Flachauwinkl verbunden.